# Ctenitis erythradenia
Ctenitis erythradenia är en träjonväxtart som beskrevs av Holtt. Ctenitis erythradenia ingår i släktet Ctenitis och familjen Dryopteridaceae. Inga underarter finns listade.